# Indiscreet
För filmen från år 1958 med engelska titeln Indiscreet, se Indiskret.
Indiscreet är ett musikalbum av Sparks. Albumet släpptes i oktober 1975 på Island Records och producerades av Tony Visconti. Precis som de föregående albumen blev Indiscreet en större framgång för gruppen i Europa än i hemlandet USA. Från albumet släpptes singlarna "Looks, Looks, Looks" och "Get In the Swing". På "Looks, Looks, Looks" medverkar medlemmar ur den gamla jazzorkestern Ted Heath Band. Vinylutgåvorna släpptes ursprungligen med ett utvikbart omslag där låttexterna var tryckta på insidan.

## Låtlista
1. "Hospitality on Parade" - 4:00
2. "Happy Hunting Ground" - 3:44
3. "Without Using Hands" - 3:20
4. "Get in the Swing" - 4:08
5. "Under the Table With Her" - 2:20
6. "How Are You Getting Home?" - 2:57
7. "Pineapple" - 2:45
8. "Tits" - 4:57
9. "It Ain't 1918" - 2:08
10. "The Lady Is Lingering" - 3:40
11. "In the Future" - 2:12
12. "Looks, Looks, Looks" - 2:35
13. "Miss the Start, Miss the End" - 2:46

## Listplaceringar
| Lista (1975-1976) | Position             |
| ----------------- | -------------------- |
| Danmark           | 12 (DR "Top 20")     |
| Finland           | 7                    |
| Kanada            | 86 (RPM)             |
| Nederländerna     | 19                   |
| Norge             | 18 (VG-lista)        |
| Storbritannien    | 18 (UK Albums Chart) |
| Sverige           | 6 (Topplistan)       |
| USA               | 169 (Billboard 200)  |